# 辛愛羅
辛愛羅（韓語：신애라，1969年3月7日—），韓國女演員，基督徒，其配偶為演員車仁杓。
辛愛羅於1998年誕下長子車正銘，因常到孤兒院裡做公益，因此先後在2005年及2008年領養女兒耶恩和耶真。而她自婚後就處於半隱退的狀態，偶爾才參與電視劇演出，同時因配合子女在美國上學而全家在美國生活，自己也進修若干課程。
辛愛羅和他丈夫著名演員車仁杓在領養女嬰時稱：“領養不是需要隱瞞的事情，只是上帝將孩子給我們的另一種方式。”
辛愛羅和車仁杓都是基督徒，所以他們夫妻給女兒起的名字叫“耶恩”和“耶真”，意思是“耶穌的恩惠”和“耶穌主真光”。
由於當時在韓國，名人本地領養孤兒的事件並不多，所以引來很多記者採訪，辛愛羅對傳媒表明：“腹痛後生下的兒子和心痛後生下的女兒都是寶貴的家庭成員。”此舉感動了大韓民國的群眾，也正面影響了韓國領養孤兒的文化。

## 演出作品

### 電視劇
- 1989年：MBC《天使的選擇（朝鲜语：천사의 선택 (1989년 드라마)）》飾演 華京
- 1990年：KBS《愛情是開花的樹（朝鲜语：사랑이 꽃피는 나무）》飾演 英善
- 1990年：MBC《我的媽媽》飾演 二女兒
- 1990年：KBS《野望的歲月（朝鲜语：야망의 세월）》飾演 崔太熙
- 1991年：KBS《做飯的女人（朝鲜语：밥상을 차리는 여자）》飾演 恩秀
- 1991年：MBC《愛情是什麼（朝鲜语：사랑이 뭐길래）》飾演 朴正恩
- 1992年：SBS《沙上的慾望（朝鲜语：모래위의 욕망）》飾演 素英
- 1992年：KBS《總是新婚》飾演 高萬順
- 1993年：SBS《我們火熱的歌曲（朝鲜语：우리들 뜨거운 노래）》飾演 在熙
- 1993年：KBS《戀人（朝鲜语：연인 (1993년 드라마)）》飾演 閔熙京
- 1994年：SBS《三個男人三個女人（朝鲜语：세 남자 세 여자）》飾演 車世蘭
- 1994年：MBC《愛情在你懷中（朝鲜语：사랑을 그대 품안에）》飾演 李珍珠
- 1995年：SBS《野望的火花（朝鲜语：야망의 불꽃）》飾演 金彩賢
- 1997年：MBC《三一節特輯劇－愛情的條件》飾演 正敏
- 1997年：MBC《Best劇場－意料之外的事》
- 1997年：SBS《70分鐘電視劇－嬰兒布魯斯的第一個故事》飾演 熙珠
- 1997年：SBS《薔薇的眼淚（朝鲜语：장미의 눈물）》飾演 白薔薇
- 1999年：MBC《不懂別人的心思（朝鲜语：남의 속도 모르고）》飾演 羅道熙
- 2000年：MBC《家門的榮光（朝鲜语：가문의 영광 (시트콤)）》飾演 愛羅
- 2004年：KBS《浪漫满屋》飾演 婚禮賓客
- 2005年：SBS《不良主婦》飾演 崔美娜[5][6]
- 2006年：SBS《意外情緣My Love》飾演 張美蘭
- 2011年：MBC《不屈的兒媳婦》飾演 吳英心
- 2013年：SBS《醜八怪警報》飾演 陳善慧（特別出演）
- 2020年：tvN《青春紀錄》飾演 金怡穎

### 電影
- 2006年：《冰淇淋（朝鲜语：아이스케키 (영화)）》飾演 英萊的媽媽[7]

## 外部連結
- 辛愛羅的Instagram帳戶